# Sfoglio polizzano
Lo sfoglio Polizzano o sfuagghiu (in dialetto polizzano) è un dolce inventato nel XVII secolo dalle monache benedettine del Convento di Santa Margherita a Polizzi Generosa in Sicilia per festeggiare il loro protettore San Benedetto.
Si tratta di una torta di pasta frolla ripiena di un impasto di tuma, un formaggio fresco di pecora, cannella, zucchero e cioccolato.
La particolarità che differenzia questa antica ricetta polizzana dalle altre imitazioni dei comuni limitrofi è proprio la presenza di una maggiore quantità di zucchero nell'impasto e di conseguenza una accentuata dolcezza nel gusto.
È una produzione tipica siciliana, come tale è stata ufficialmente riconosciuta e inserita nella lista dei prodotti agroalimentari tradizionali italiani (P.A.T) del Ministero delle politiche agricole alimentari e forestali (MiPAAF).
Dal 1994 il comune di Polizzi organizza nel periodo estivo la sagra dello sfoglio ricca di manifestazioni e folklore.
Lo sfoglio è protetto dal "Consorzio per la Tutela e la Valorizzazione dello Sfoglio", nato nella stessa cittadina madonita.